# Phare de Lower Rosses
Le phare de Lower Rosses est un petit phare situé dans le chenal menant au port de sligo dans le Comté de Sligo (Irlande). Il est géré par les Commissioners of Irish Lights (CIL).

## Histoire
C'est une plateforme en bois surmonté d'un container servant de local technique. Cette installation date de 1908. Ce feu émet deux flashs toutes les 10 secondes, blancs, rouges et verts selon les secteurs. Ce feu directionnel guide les bateaux, venant de l'océan,vers le port de Sligo. Il est à 200 m du rivage à environ 1,6 km au nord de Rosses Point (en).